# 考洛尼亚红色共和国
考洛尼亚红色共和国（義大利語：Repubblica Rossa di Caulonia）是意大利历史上的一个短暂存在的政权，于1945年3月6日由考洛尼亚市长帕斯夸莱·卡瓦拉罗建立。卡瓦拉罗是一名小学教师和前修士，他于1943年加入意大利共产党。导致该共和国宣告成立的起义是由农民的抗议和动乱引发的，这里的农民仍然被强大的地主控制，而这些地主试图保留他们在意大利统一后和法西斯时期获得的特权。

## 背景
1943年10月，意大利社会党、意大利共产党和工会的部分组织在解放后的卡拉布里亚重新活动。考洛尼亚是位于雷焦卡拉布里亚省的一个小镇，由于农民的经济状况恶劣，农民与地主之间的冲突愈发激烈。
自1922年“向罗马进军”以来，帕斯夸莱·卡瓦拉罗（当时他是一个来自农村家庭的31岁的小学教师）一直是反法西斯主义者。在法西斯政权统治期间，卡瓦拉罗曾多次被捕，并于1933年—1937年被判处监禁。1942年，他参加地下共产党的活动，并于1943年正式加入共产党。
1944年1月，雷焦卡拉布里亚省的省长安东尼奥·普里奥洛在共产党的支持下任命帕斯夸莱·卡瓦拉罗为卡罗尼亚市长。卡瓦拉罗推行了一些新的改革措施，包括没收地主囤积的武器和粮食。此外，他还要求对国家土地被侵占的情况进行调查。报告显示，75%的国家土地被一些当地的富裕家族非法占有。同时，前法西斯分子继续在平民中挑起紧张局势。
在小镇的街道上，由帕斯夸莱·卡瓦拉罗之子埃尔科莱·卡瓦拉罗领导的一些南方游击队员开始实施暴力行动：前法西斯领事内斯托雷·普罗塔的农舍遭到袭击，在混战中一名年轻男孩帕斯夸利诺·罗达不幸受伤；农民安东尼奥·奥塞洛被指控在北方组织了一群法西斯退伍军人，并被强迫玩俄罗斯轮盘赌；反对暴力的神父朱塞佩·罗泰拉被用狼牙棒殴打。

## 经过
1945年3月5日，埃尔克莱·卡瓦拉罗因暴力行为被举报而被逮捕。其父帕斯夸莱·卡瓦拉罗为了释放儿子所施加的压力引发了镇上的起义。6日，帕斯夸莱·卡瓦拉罗带领一群忠实的追随者占领了电报局、邮局和王家宪兵兵营。当教堂钟楼上升起带有镰刀和锤子的红旗时，“考洛尼亚红色共和国”宣布成立，并立即通过电报通知了意大利共产党。
与此同时，在整个镇上，所谓的“考洛尼亚分子”制造了一系列暴力事件：公证人被折磨和鞭打，被迫光脚背负沉重的石块；工程师伊拉里奥·弗兰科遭受同样的命运，他的伤口被醋和盐敷盖；一些女性，包括安娜·库尔塔莱、罗莎·佩特罗内、玛利亚·穆多科和玛利亚·马扎，被强奸和虐待；工人文琴佐·纽塔、鞋匠拉斐莱·卢卡诺和报贩加布里埃莱·拉沃拉塔也遭到起义者的袭击。在来自雷焦卡拉布里亚的警力到达之前，一群“考洛尼亚分子”闯入詹纳罗·阿马托神父的家中（帕斯夸莱·卡瓦拉罗在修道院时与他有旧识），用机关枪将他射杀。
起义很快蔓延到了附近的市镇，虽然仅持续了五天便在3月9日被镇压。尽管如此，这次事件在国际上引起了巨大反响，甚至约瑟夫·斯大林在布拉格电台的一次广播中说道：“每个城市都需要一个卡瓦拉罗。”在这短暂的时间里，作为起义主角的农民多次宣布共和国成立，并建立了人民军队和人民法庭。作家科拉多·阿尔瓦罗在他的书《马斯特朗杰利娜》中也如此描述了这些事件：“他们成群结队地游行，高唱赞歌，挥舞标语，挥舞棍棒……所有人一起感觉自己变得年轻了，成了街道的主人，仿佛身处一个历史画面中，仿佛在模仿他们读过的书中的场景。”
起初，起义得到了意大利共产党当地组织的支持；但在詹纳罗·阿马托神父被杀后，起义者被孤立并迅速被解除武装。1945年4月15日，卡瓦拉罗辞去市长职务。

## 后续
1947年6月23日，365名被起诉的起义者在洛克里法院受审，罪名包括：组建武装团伙、敲诈勒索、对私人施暴、滥用公职以及谋杀。
由于陶里亚蒂大赦，几乎所有人都免于刑罚，除了3个人：杀害詹纳罗·阿马托神父的伊拉里奥·巴瓦和朱塞佩·梅诺以及谋杀的主谋帕斯夸莱·卡瓦拉罗。审判结束后，几十名农民被残酷殴打，4名工人因遭受的酷刑和暴力而丧命。